# Kipling (cràter)
Kipling és un cràter d'impacte en el planeta Mercuri de 164 km de diàmetre. Porta el nom de l'escriptor anglès Rudyard Kipling (1865-1936), i el seu nom va ser aprovat per la Unió Astronòmica Internacional el 2010.